# Monaco au Concours Eurovision de la chanson 1968
Monaco a participé au Concours Eurovision de la chanson 1968 le 6 avril à Londres. C'est la 10e participation monégasque au Concours Eurovision de la chanson.
Le pays est représenté par le duo Line et Willy et la chanson À chacun sa chanson, sélectionnés en interne par Télé Monte-Carlo.

## Sélection
Le radiodiffuseur monégasque, Télé Monte-Carlo (TMC), choisit l'artiste et la chanson en interne pour représenter Monaco au Concours Eurovision de la chanson 1968.
Lors de cette sélection, c'est la chanson À chacun sa chanson, interprétée par le duo français Line et Willy qui fut choisie, avec Michel Colombier comme chef d'orchestre.
| Ordre | Artiste       | Chanson             | Langue   |
| ----- | ------------- | ------------------- | -------- |
| 1     | Line et Willy | À chacun sa chanson | Français |

## À l'Eurovision
Chaque pays a un jury de dix personnes. Chaque juré attribue un point à sa chanson préférée.

### Points attribués par Monaco
| 5 points | Royaume-Uni |
| 4 points | Espagne     |
| 1 point  | Luxembourg  |

### Points attribués à Monaco
| 10 points | 9 points | 8 points   | 7 points   | 6 points                             |
| --------- | -------- | ---------- | ---------- | ------------------------------------ |
|           |          |            |            |                                      |
| 5 points  | 4 points | 3 points   | 2 points   | 1 point                              |
|           |          | - Finlande | - Pays-Bas | - Irlande - Luxembourg - Royaume-Uni |

Line et Willy interprètent À chacun sa chanson en 7e position, suivant la Suisse et précédant la Suède.
Au terme du vote final, Monaco termine 7e — à égalité avec la Belgique et la Yougoslavie — sur les 17 pays participants, ayant reçu 8 points de la part de cinq pays différents,.